# Neoneura amelia
Neoneura amelia är en trollsländeart som beskrevs av Philip Powell Calvert 1903. Neoneura amelia ingår i släktet Neoneura och familjen Protoneuridae. IUCN kategoriserar arten globalt som livskraftig. Inga underarter finns listade i Catalogue of Life.